# Ostopovice
Ostopovice är en ort i Tjeckien.   Den ligger i regionen Södra Mähren, i den sydöstra delen av landet, 190 km sydost om huvudstaden Prag. Ostopovice ligger 238 meter över havet och antalet invånare är 1 367.
Terrängen runt Ostopovice är huvudsakligen platt, men åt nordväst är den kuperad. Runt Ostopovice är det tätbefolkat, med 459 invånare per kvadratkilometer. Närmaste större samhälle är Brno, 5,9 km nordost om Ostopovice. Trakten runt Ostopovice består till största delen av jordbruksmark.